# Nibe
Nibe este un oraș în Danemarca.